# روجرز هورنسبي
روجرز هورنسبي، الأب (بالإنجليزية: Rogers Hornsby) (27 من أبريل 1896م – 5 من يناير 1963م)، الملقب بلقب " الراجا (The Rajah)"، هو مدافع البيسبول الأمريكي، والمدير، والمدرب الذي لعب 23 موسمًا في دوري البيسبول الرئيس (MLB). لعب روجرز لصالح فريق St. Louis Cardinals كردينالات سانت لويس (1915م-1926م، 1933م)، وفريق New York Giants عمالقة نيويورك (1927م)، وفريق Boston Braves شجعان بوسطن (1928م)، وفريق Chicago Cubsأشبال شيكاغو (1929م-1932م)، وفريق St. Louis Browns بارونات سانت لويس (1933م-1937م). أحرز هورنسبي 2,930 ضربة، و301 تسديدة خارجية، و358 معدل تسديد (batting average) خلال حياته الرياضية؛ وقد نال هورنسبي لقب الدوري الوطني (NL) أقيم لاعب مرتين، وكان عضوًا بفريق بطولة السلسلة الدولية لمرة واحدة.
ولد روجرز في تكساس ونشأ بها، ولعب في العديد من الفرق شبه المحترفة وفرق الدوري الفرعي. وفي عام 1915م، بدأ مشواره الرياضي في الدوري الرئيس مع فريق كاردينالات سانت لويس وظل معه لاثنى عشر موسمًا؛ خلال هذه الفترة، فاز هورنسبي بجائزة أقيم لاعب لأول مرة في حياته وفاز الكاردينالات بالسلسلة الدولية لعام 1926م. وبعد ذلك الموسم، قضى هورنسبي موسمًا واحدًا مع فريق عمالاقة نيويورك (New York Giants) وموسمًا آخر مع فريق شجعان بوسطن قبل ذهابه لأشبال شيكاغو. وقد لعب هورنسبي مع الأشبال لأربعة سنوات وفاز بثاني جائزة أقيم لاعب قبل أن يتخلى عنه الفريق في عام 1932م. وبعد ذلك وقع هورنسبي مرة أخرى مع فريق الكاردينالات في 1933م، ولكن تخلى عنه الفريق جزئيًا خلال الموسم وانتشله فريق بارونات سانت لويس (St. Louis Browns). وظل بهذا الفريق حتى آخر موسم له في عام 1937م. ومن عام 1925م وحتى عام 1937م، عمل هورنسبي بشكل متقطع مديره الخاص. بعد تقاعده كلاعب، قام بإدارة فريق البارونات في عام 1952م وفريق سينسيناتي ريدز (Cincinnati Reds) من عام 1952م وحتى عام 1953م.
كان هورنسبي أحد أفضل المسددين على الإطلاق. يأتي معدل تسديده 358 تسديدة، الذي سجله في مشواره الرياضي في المرتبة الثانية من تاي كوب (Ty Cobb) في تاريخ دوري بطولات البيسبول الرئيسة. كما حصل أيضًا على بالتاج الثلاثي مرتين وضرب الكرة 400 مرة أو أكثر لثلاثة مرات خلال حياته الرياضية. وهو اللاعب الوحيد الذي يسدد 40 ركضة خارجية ويضرب 400 ضربة في نفس العام (1922م). كان معدل ضرب الكرة الخاص به في موسم 1924م 424 ضربة، وهي علامة لم يسجلها أي لاعب منذ ذلك الحين. وقد تم اختياره ليصبح ضمن شخصيات قاعة مشاهير البيسبول الوطنية (National Baseball Hall of Fame) في عام 1942م.
تزوج هورنسبي ثلاث مرات في عام 1918م، و1924م، و1957م، وأنجب طفلين، طفل من كل زيجة من زيجاته الأوليين. ولم يكن هورنسبي محبوبًا لدى زملائه اللاعبين، نظرًا لصعوبة تكوين صداقة معه. لم يدخن، أو يشرب الخمر، أو يذهب للسينما قط، ولكنه كثيرًا ما كان يراهن في سباقات الخيل خلال حياته الرياضية.

## وصلات خارجية
- روجرز هورنسبي على موقع دوري كرة القاعدة الرئيسي (الإنجليزية)
- روجرز هورنسبي على موقعبيزبول رفرنس.كوم (الدوري الرئيسي) (الإنجليزية)
- روجرز هورنسبي على موقعبيزبول رفرنس.كوم (الدوري الثانوي) (الإنجليزية)
- روجرز هورنسبي على موقع إي إس بي إن.كوم (أم.أل.بي) (الإنجليزية)
- روجرز هورنسبي على موقع مشجعي الرسوم البيانية (الإنجليزية)
- روجرز هورنسبي على موقع قاعة مشاهير كرة القاعدة (الإنجليزية)
- The Official Site of Rogers Hornsby